# 水鄉大橋
水鄉大橋是一座橫跨於日本利根川，長535.25公尺的斜張橋，屬於日本國道51號與茨城縣道·千葉縣道2號水戶鉾田佐原線的一部份，連接千葉縣香取市與茨城縣稻敷市。

## 概要
水鄉大橋由日本國土交通省關東地方整備局千葉國道事務所管理。仍在使用的橋樑是第二代。

### 第一代
1924年前後，當時的千葉縣佐原町的志願者發起水鄉大橋興建運動。當時，佐原的交通依靠連接小野川河口與對岸的町營佐原渡船，佐原與潮來、鹿島、鉾田、土浦、高濱也依賴汽船來往。在佐原町的水鄉利根保勝會花費十年徵求茨城縣各町村的支持後，水鄉大橋於1934年2月開工，並於1936年3月完工。第一代橋梁位於現今水鄉大橋的下游約300公尺處，千葉縣施工時將其當作佐原麻生線的一部份。水鄉利根保勝會為紀念大橋完工，設立紀念碑，上有德富蘇峰題字「水鄉之美冠天下」（前建設省為了擴大橫利根閘門，將石碑移至今水鄉佐原鳶尾花公園內），鹿島參宮鉄道（今關東鐵道）的巴士也開始運行。完工時，水鄉大橋是利根川下游的唯一橋樑，也是連接千葉縣與茨城縣的重要橋梁。第二次世界大戰後，此橋接連被編為二級國道123號和國道51號的一部份。
第一代的水鄉大橋是有兩座塔的桁架橋，橋形似筑波山，受到當地居民的喜愛。

### 第二代
舊水鄉大橋的寬度狹窄，隨著車流增加，逐漸有了另建新橋的需求，前建設省於1973年10月開始改建工程，1977年3月通車，當時僅上游側兩車道通車，交通量後開放四線道。1976年10月，在新東京國際機場（今成田國際機場）管道運輸前的航空燃料鐵路運輸（臨時運輸）預計經過時，當地要求提早全線4線道通車。 （→參見成田空港問題）。

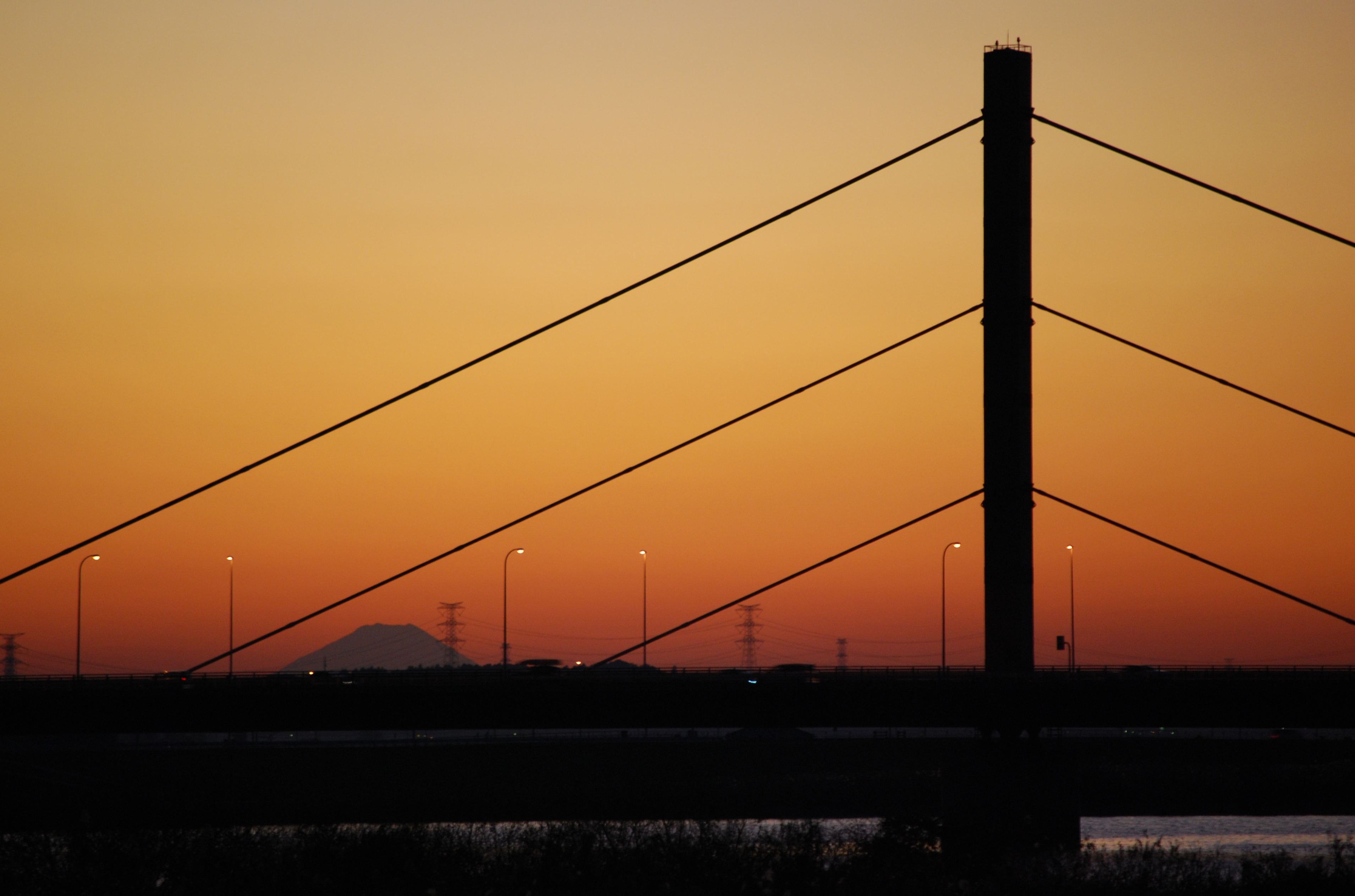
傍晚的水鄉大橋與富士山

形式選擇上，由於第一代水鄉大橋的造型受居民喜愛，選擇設計成外型特殊的斜張橋，現在成為水鄉的地標而受居民歡迎。
1977年，新橋梁完成後，被建設省頒予獎勵建築特色的土木學會田中獎。
斜張橋的主塔位於千葉線茨城縣交界處。